# فرانكي بينيت
فرانكي بينيت (بالإنجليزية: Frankie Bennett)‏ (3 يناير 1969 ببرمنغهام في المملكة المتحدة - ) هو لاعب كرة قدم بريطاني في مركز الهجوم. لعب مع شروزبري تاون وفوريست غرين ونادي آبريستويث تاون ونادي إكزتر سيتي ونادي بريستول روفيرز ونادي ساوثهامبتون وHalesowen Town F.C. ‏ وWeston-super-Mare A.F.C. ‏ ونادي باث سيتي وBrislington F.C. ‏.

## وصلات خارجية
- فرانكي بينيت على موقع قاعدة بيانات كرة القدم.إي يو (الإنجليزية)
- فرانكي بينيت على موقع Soccerbase.com (لاعب) (الإنجليزية)
- فرانكي بينيت على موقع عالم كرة القدم.نت (الإنجليزية)